# Серадела
Сераде́ла (Ornithopus L.) — однорічна кормова рослина родини бобових. Назва «Серадела» походить від порт. serradela і ісп. serradella (порт. serreado, ісп. serrado — «зубчатий, зазубрений»).

## Опис

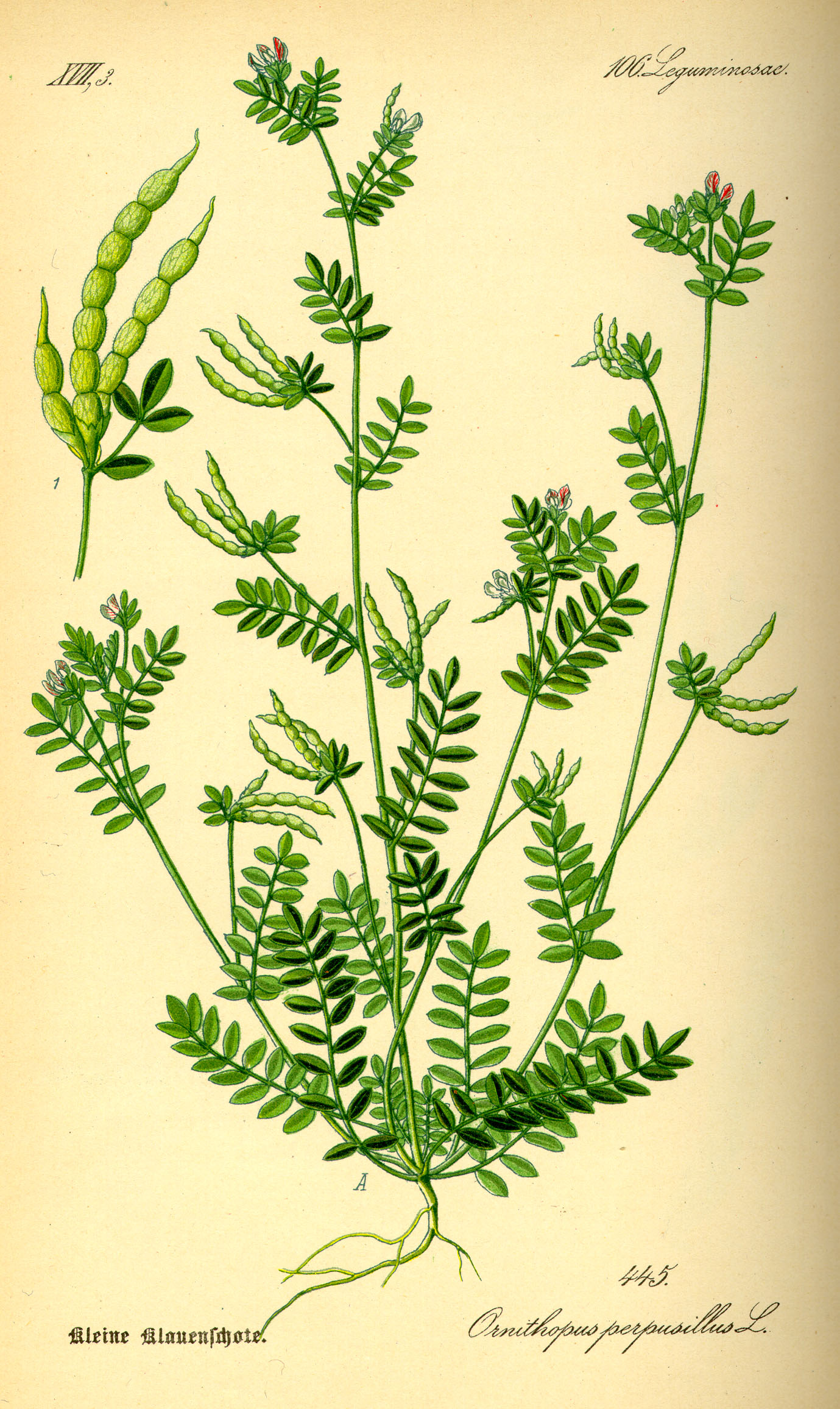
Ornithopus perpusillus. Ботанічна ілюстрація із книги О. В. Томе «Flora von Deutschland, Österreich und der Schweiz», 1885

Всього в роді серадела відомо 8 видів, із них один, Серадела посівна (Ornithopus sativus) — має кормове значення (на сіно, зелений корм, силос), також використовується як медонос та на зелене добриво. Як кормову культуру вирощують ще й інші види серадели, із жовтими квітками Ornithopus compressus L. та з жовтуватими Ornithopus ebracteatus Brotero. В Україні поширена переважно на піщаних і супіщаних ґрунтах Полісся, пересічна врожайність зеленої маси 8—12 т з 1 га.

## Деякі види
Серадела посівна — однорічна трав'яна рослина із сильно розвиненою кореневою системою (стрижневий корінь проростає в глибину до 125 см, і більше), дикі рослини в приморських місцевостях Піренейського півострова (Португалія, Іспанія) і в північно-західній Африці. Окультурена наприкінці XIX — на початку XX століття. При достатньому зволоженні іноді вирощують на пісках та суглинках; на удобрених ґрунтах і з зерном, обробленим нітрагіном, набуває високої урожайності. Цвітіння відбувається в червні — липні розуватими квітами, зібраними по 4—7 в китиці. Квітка метеликового типу: зубці чашки дорівнюють трубочці, вінчик великий (до 1 см), човник тупий. Стебла сильно розгалужені, прості, до 30—60 см висотою, легко вилягають, на початку росту майже сіро-зелені, волосисті, потім стають оголені та жовто-зелені. Листя непарноперисті, з 5-20 парами повздовжньо-ланцетних листочків. Плоди — боби, прямостоячі з перетяжками між насінинами, розпадаються на членики, які служать посівним матеріалом. Насіння мілке, приплюснуте, дозріває нерівномірно.

## Медоносні властивості
Серадела — цінний медонос. Період цвітіння розтягнутий, за умов достатнього зволоження цвіте до пізньої осені. На рослині налічують по 200—300 (а то й більше) квіток. Кожна квітка за добу виділяє до 0,07-0,1 мг цукру. Медопродуктивність 30-35 кг на гектар.

## Агротехнічні властивості
Серадела — холодостійка культура, насіння здатне проростати при температурі 1-2°С, а сходи і дорослі рослини переносять приморозки до 5–6°С. Вологолюбна. Її сіють як парозаймаючу (основну), проміжну (підсівають під озимі), ущільнювальну кормову культуру (в сумішах із люпином, горошком). Це корисна кормово-сидеральна культура — рекомендується перший укіс скошувати на зелений корм, а другий заорювати в ґрунт.
Вирощуючи сераделу особливу увагу надають чистоті ґрунту від бур'янів. У перші 40–45 днів вегетативна частина її росте дуже повільно, але формується добре розвинута коренева система. В цей час рослини страждають від конкуруючих шкідливих рослин. Враховуючи таку особливість серадели, гарним її місцем у сівозміні буде після просапних культур, потім — після злаків (за умови їх гарного догляду). Після 45–50 днів починає інтенсивно наростати вегетативна маса і серадела потребує багато вологи. Не вимоглива до світла, тіньовитривала, тому добре витримує затінення покривною культурою.
Посів відбувається ранньою весною. Зацвітає на 40–45 день, цвітіння триває все літо. Середній урожай серадели сягає 200—300 центнерів з гектару зеленої маси, при нормі висіву 40–50 кг/га. Зелена маса серадели облиствена, ніжна, охоче поїдається всіма видами тварин. У 100 кг зеленої маси міститься 17–20 кормових одиниць (к.о.) і міститься 2,7 кг засвоюваного протеїну, в 100 кг сіна — 48–50 к.о. і 16–17 % протеїну. Сераделу високо цінують як кормову рослину. І сіно, і зелена маса містить ніжні пагони, багаті білками та поживними речовинами, при цьому відсутні будь-які гіркоті речовини. За цими якостями серадела перевершує конюшину, при цьому висока поживна цінність отави зберігається до кінця цвітіння. Після скошування рослини швидко відростають. Добре переносить витоптування тваринами, тому використовують як пасовищну траву. Можна згодовувати тваринам у чистому вигляді, оскільки не призводить до захворювання на тимпанію (здуття).
На припасічних ділянках та у садах (у міжряддях) також корисно висівати сераделу (під покривом фацелії) заорюючи її на зелене добриво. При посівах суміші беруть повну норму висіву насіння серадели та 2/3 норми насіння фацелії. Це значно продовжує медозбір цих площ та продовжує взяток до осені.
Однією з найцінніших властивостей серадели є здатність рости на бідних піщаних ґрунтах. За це її ще називають конюшиною пісків. Добре росте на піщаних і супіщаних, осушених торфових ґрунтах. Може рости на кислих ґрунтах при рН 5–5,2.

## Сорти
В Україні поширені сорти Скоростигла 3587, Яворівська місцева, Любешівська місцева.